# Tiergarten bei Külte
Tiergarten bei Külte este o arie protejată (arie specială de conservare — SAC, sit de importanță comunitară — SCI) din Germania întinsă pe o suprafață de 26,36 ha, integral pe uscat.

## Localizare
Centrul sitului Tiergarten bei Külte este situat la coordonatele 51°24′32″N 9°02′29″E / 51.4089°N 9.0414°E.

## Înființare
Situl Tiergarten bei Külte a fost declarat sit de importanță comunitară în noiembrie 2004 pentru a proteja 1 specie de animale. Situl a fost protejat și ca arie specială de conservare în martie 2008.

## Biodiversitate
Situată în ecoregiunea continentală, aria protejată conține 1 habitat natural: Păduri de fag Luzulo-Fagetum.
La baza desemnării sitului se află o specie protejată de  nevertebrate: Osmoderma eremita Complex.